# Estero San Pedro de Alcántara
El estero San Pedro de Alcántara es un curso natural de agua que fluye con dirección general poniente hasta desembocar el la laguna Boyeruca en la Región de O'Higgins de Chile.
Este estero es conocido por Luis Risopatrón bajo el nombre "estero de las Garzas".

## Historia
Luis Risopatrón la describe en su Diccionario jeográfico de Chile (1924):: 94 
Garzas (Estero de las) 34° 48' 71° 55'. De escaso caudal, nace en las faldas W de la sierra del lado W del valle de Nilahue, corre hacia el W, baña el fundo de aquel nombre i algunos terrazgos i concluye por vaciarse en el estremo SE de la laguna de Boyeruca. 1, VI, p. 297; 61, XLIII, p. 29; i 62, II, p. 48; i riachuelo en 155, p. 282; estero de Alcántara en 156; i valle o llano de La Quirigua en 1, XIII, p. 425.